# Östlig moskitfisk
Östlig moskitfisk (Gambusia holbrooki), mer sällan omnämnd som östlig moskitofisk, är en fiskart i familjen levandefödande tandkarpar. Den levde ursprungligen endast i östra Nordamerika, men har inplanterats i Afrika, Asien, södra Europa och USA för bekämpning av malariamyggans larver, något som dock knappast givit önskvärt resultat utan i stället ofta skadat den lokala faunan.

## Utseende
Den östliga moskitfisken är en avlång fisk med tillplattad hjässa, liten, uppåtriktad mun och stora ögon. Kroppens ovansida är grönaktig till brunaktig, medan sidorna är blågrå och buken silverfärgad. Honorna har ofta en svart markering i höjd med kloaken. Stjärtfenan är avrundad, och hos hanarna är analfenan omformad till ett långt parningsorgan, ett så kallat gonopodium (fisken är levandefödare, och har därför inre befruktning). Den enda ryggfenan har en taggstråle och sju mjukstrålar. Honan är tydligt större än hanen; längden kan nå upp till 8 cm hos honan, 3,5 cm hos hanen.

## Vanor
Arten föredrar stillastående eller långsamt flytande, varmt vatten. Den är dock en mycket härdig fisk, som kan tåla vattentemperaturer från 0° till 44°C. Även kraven på vattenkvalitet är små, och den kan leva i bräckt vatten såväl som sötvatten. Födan består främst av olika insekter, både vatteninsekter som vattenskalbaggar och larver av tvåvingar samt sådana som tillfälligtvis hamnat i vattnet, likt myror och tvåvingar. Den kan även ta fisk- och grodrom samt deras larver. Trots sin ringa storlek är den mycket aggressiv mot andra fiskar, som den kan skada svårt genom att bita sönder fenorna på.

### Fortplantning
Den östliga moskitfisken kan leka vid upprepade tillfällen under den varma årstiden. Hanen använder den omformade, förlängda analfenan för att para sig med honan, som går dräktig i 3 till 4 veckor innan hon föder ungar av ett par millimeters längd. Den genomsnittliga storleken på kullen är omkring 50 stycken, men upptill 300 kan födas vid ett tillfälle. De blir könsmogna efter två månader.

## Utbredning
Artens ursprungsområde är de östra kuststaterna i USA från New Jersey till Florida och Alabama. Den har emellertid introducerats till flera andra områden i östra USA, och dessutom till flera länder i Sydeuropa, Afrika, Asien. samt till Australien.

### Taxonomi
Ett problem när det gäller att avgöra artens exakta spridning rör dess taxonomiska ställning: Till helt nyligen (1988–1991) betraktade man den östliga moskitfisken, Gambusia holbrooki, och dess nära släkting moskitfisk (G. affinis) som underarter av samma art; det råder därför viss osäkerhet om vilken art som inplanterats var.

## Ekologisk och ekonomisk betydelse
Dess användbarhet för malariakontroll anses numera inte större än flera inhemska arters; däremot utgör deras snabba reproduktion och aggressivitet mot andra arter ett allvarligt ekologiskt problem i många områden.
Arten förekommer också som akvariefisk; i New South Wales, där arten är klassificerad som skadedjur, är det emellertid förbjudet att hålla den i fångenskap.